# Ecologia della popolazione

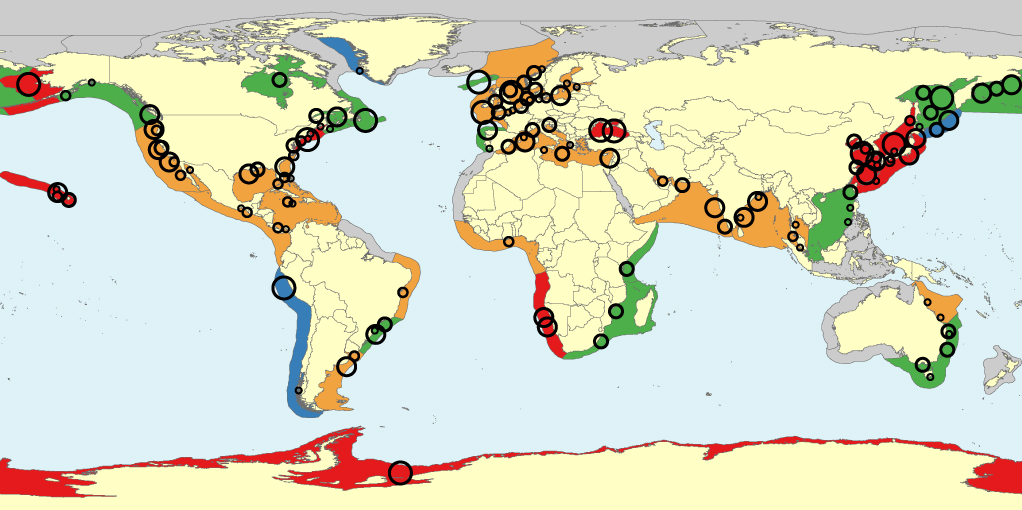
Mappa dell'andamento della popolazione di specie di meduse autoctone e invasive da LME (Large Marine Ecosystem). Aumento rosso (certezza alta), aumento arancione (certezza bassa), verde stabile / variabile, diminuzione blu, grigio nessun dato.
I cerchi rappresentano cronache discrete con dimensioni relative che riflettono l'indice di fiducia.
Le posizioni dei cerchi sono approssimative, poiché alcune sono state spostate per evitare la sovrapposizione; il cerchio per l'LME antartico riassume le osservazioni circumpolari.

Una popolazione è un gruppo di organismi appartenenti alla stessa specie diffusi in una determinata area, i quali presentano caratteristiche tipiche del gruppo e non dei singoli individui. Una popolazione, inoltre, costituisce l'unità di base dell'evoluzione.
Le popolazioni, però, non sono unità statiche, ma sono soggette a continue modificazioni e la loro dinamica viene determinata da fattori come nascita, morte oppure spostamenti (emigrazione ed immigrazione). Inoltre ogni singola popolazione tenderebbe ad accrescersi all'infinito se non intervenissero elementi che limitano questa propensione: malattie, condizioni climatiche avverse, predazione o parassitismo da parte di altre specie, competizione con organismi appartenenti a specie diverse, disponibilità di un dato ambiente oppure varie cause accidentali ecc. Grazie all'azione di tutti questi fattori l'accrescimento di una popolazione segue una curva logistica (sigmoide) con un ben preciso limite che equivale all'effettiva capacità di sopportazione dell'ambiente in cui la popolazione vive o capacità portante dell'ambiente (carrying capacity).

## Natalità e mortalità
Natalità e mortalità si ricavano in base al rapporto tra il numero dei nati o, rispettivamente, dei morti per unità di tempo e la dimensione media della popolazione.
{\displaystyle \ Natalit{\grave {a}}\quad ={\frac {n.\ nati\left(in\ un\ dato\ tempo\ t\right)}{n.\ individui\ della\ popolazione}}}
{\displaystyle \ Mortalit{\grave {a}}\quad ={\frac {n.\ morti\left(in\ un\ dato\ tempo\ t\right)}{n.\ individui\ della\ popolazione}}}
Da questi due parametri dipende lo "sviluppo numerico" di una popolazione per unità di tempo, che si calcola attraverso il rapporto tra la differenza nati-morti e la dimensione media della popolazione in quel dato intervallo di tempo.
{\displaystyle \ Sviluppo\ numerico={\frac {n.\ nati-\ n.\ morti}{n.\ individui\ tot.\ (t)}}}
La natalità massima (o teorica o potenziale) esprime la naturale tendenza di una popolazione a generare prole, quindi ad accrescersi numericamente. Però, poiché l'ambiente pone dei limiti all'aumento della popolazione, in pratica si può valutare solo la "natalità ecologica" (o natalità realizzata).
In un dato intervallo di tempo Δt (che va da t1 a t2) è possibile calcolare la natalità assoluta per una certa popolazione:
{\displaystyle {\frac {Nt_{1}-Nt_{2}}{t_{1}-t_{2}}}={\frac {\Delta N}{\Delta t}}}
La natalità media per individuo nell'unità di tempo è uguale a:
{\displaystyle {{\frac {\Delta N}{\Delta t}} \over N}}
(N rappresenta la dimensione della popolazione) e fornisce una stima del contributo che ciascun individuo offre in media all'incremento della popolazione.

Se l'intervallo Δt tende a zero è possibile valutare i relativi incrementi istantanei di una data popolazione, il che consente di effettuare stime e previsioni.
Anche per quanto riguarda la mortalità è possibile distinguere tra una mortalità teorica determinata da fattori fisiologici e dalla senescenza, quindi basata esclusivamente su fattori genetici, ed una mortalità ecologica a cui contribuiscono, invece, tutti gli elementi limitanti prodotti dall'ambiente.

La mortalità specifica è la percentuale della popolazione media che muore in un determinato intervallo di tempo espresso in funzione delle dimensioni della popolazione stessa ed è uguale a:
{\displaystyle {\frac {\frac {\Delta M}{\Delta t}}{N}}}
È possibile esprimere graficamente la mortalità entro una data popolazione ponendo in ordinata il numero dei morti ed in ascissa l'età in anni.
Ancora più utile è la cosiddetta curva di sopravvivenza da cui si possono ricavare informazioni utili relativamente alle probabilità di vita di singoli individui entro una popolazione. Si ricava ponendo in ordinata il numero dei sopravvissuti per ogni classe d'età in scala logaritmica (in base 10) ed in ascissa il numero di anni d'età.
Solitamente la mortalità è elevata nel primo periodo di vita e dopo una certa età, valutabile in base alla longevità media della specie e della popolazione, mentre durante il resto della vita è costante in certi periodi e cresce proporzionalmente all'età in altri.

## Accrescimento delle popolazioni
Natalità e mortalità condizionano l'accrescimento e quindi la dinamica delle popolazioni.
Una valutazione di tale accrescimento è possibile attraverso il fattore di accrescimento r, dato dal rapporto tra la differenza nati-morti e la dimensione media della popolazione in un intervallo di tempo Δt:
{\displaystyle \ r={\frac {n.\ nati\ -\ n.\ morti}{N_{t}}}}
Spesso l'incremento della popolazione per molte specie è limitato ad un solo periodo chiamato, appunto, stagione riproduttiva o "tempo di generazione T". La relazione tra T ed r è il contributo medio individuale (R) all'incremento di una data popolazione:
{\displaystyle \ R=e^{r}t}
da cui:
{\displaystyle \ T={\frac {lnR}{r}}} ed {\displaystyle \ r={\frac {lnR}{T}}}
Ricordando che lo sviluppo numerico di una popolazione era il rapporto tra la differenza nati-morti e la dimensione media della popolazione in un dato intervallo di tempo (Nt), avremo che tale sviluppo è:
{\displaystyle {\frac {\Delta N}{\Delta t}}=rN}
Allora l'accrescimento istantaneo sarà:
{\displaystyle {\frac {dN}{dt}}=rN}
{\displaystyle \ r={\frac {dN}{Ndt}}}
{\displaystyle \int _{0}^{t_{2}}r=\int _{0}^{t_{2}}{dN \over Ndt}}
Perciò:
{\displaystyle \ N_{t}=N_{0}\,e^{(}rt)}    dove Nt è la dimensione della popolazione al termine dell'intervallo di tempo t ed N0 la sua dimensione all'inizio.
	Quindi:
{\displaystyle \ lnN_{t}=lnN_{0}+rt}
per cui:
{\displaystyle \ r={\frac {lnN_{t}-lnN_{0}}{t}}}
Il fattore di accrescimento r viene perciò indicato come 'potenziale biotico o potenziale riproduttivo della specie ed è di tipo esponenziale.
In realtà l'incremento di una popolazione in natura viene condizionato da diversi fattori che costituiscono la cosiddetta resistenza ambientale e che pongono un limite a tale sviluppo. Per cui una data popolazione avrà sì un accrescimento esponenziale, ma solo inizialmente, per poi subire un flesso ad un certo punto a causa della resistenza ambientale, la quale pone un limite superiore alla curva sotto forma di un asintoto K, per cui tale curva avrà un andamento sigmoide. Essa viene definita curva logistica.
Pertanto l'equazione che esprime lo sviluppo numerico della popolazione sarà:
{\displaystyle {\frac {\Delta N}{\Delta t}}=rN\left({\frac {K-N}{N}}\right)}
o, per Δt = 0:
{\displaystyle {\frac {\Delta N}{\Delta t}}=N\ln r\left({\frac {K-N}{N}}\right)}
Se invece si utilizza il contributo medio individuale all'incremento (incremento per generazione) R:
{\displaystyle {\frac {dN}{dt}}=N\ln R\left({\frac {K-N}{N}}\right)}
{\displaystyle {\frac {K-N}{N}}} è detto fattore di condizionamento.
L'asintoto rappresenta l'equilibrio raggiunto tra popolazione ed ecosistema. Come tale, perciò, dovrebbe rimanere costante. In realtà l'ambiente è un sistema dinamico, soggetto quindi a continue variazioni, e, di conseguenza, sia l'asintoto sia la curva di accrescimento di una certa popolazione subiscono continue fluttuazioni.

Infine è opportuno puntualizzare che le dimensioni di una popolazione possono essere stimate non soltanto in termini di numero di individui. Ad esempio la densità di una popolazione è il numero di individui per unità di spazio (la quale, a sua volta, può essere una unità di area o di volume a seconda dei casi).
La "biomassa", invece, esprime le dimensioni di una popolazione (o, in altri casi, di una comunità) calcolata come peso secco (in grammi) degli organismi (o dell'organismo) che la costituiscono per unità di superficie o di volume.

## Distribuzione delle età
Una qualsiasi popolazione, in natura, non può essere composta da individui della stessa età, ma in essa si riscontrano elementi in fase giovanile, elementi nella fase della riproduzione ed elementi nella fase della decadenza fisiologica e funzionale (senescenza). La cosiddetta distribuzione delle età non è mai uniforme, per cui una sua rappresentazione grafica è costituita da una piramide di età, nella quale la frequenza relativa (percentuale) delle varie classi di età viene indicata su un asse cartesiano, mentre sull'altro sono riportate le diverse età in successione.
Per popolazioni molto estese la distribuzione delle età assume la tipica forma di una gaussiana, cioè di una campana.
La composizione di una popolazione per quanto riguarda le diverse classi d'età è dovuta a vari fattori esterni, sia positivi sia negativi. Questa composizione ha, inoltre, grande importanza dal punto di vista ecologico, perché permette di valutare se una certa popolazione è in fase di espansione (molti giovani o tanti individui prossimi alla riproduzione), in fase di stabilizzazione (giovani, adulti e vecchi in fase di equilibrio) oppure in fase di decadenza o declino(prevalgono gli individui che hanno superato l'età riproduttiva, mentre i giovani sono pochi).

## Fluttuazioni nelle dimensioni delle popolazioni
Le condizioni ambientali non sono costanti nel tempo e quindi possono favorire o sfavorire le popolazioni con modalità diverse a seconda dei periodi. Per una popolazione fattori ambientali favorevoli particolarmente abbondanti e, nello stesso tempo, una certa diminuzione di quelli sfavorevoli possono significare incremento demografico; viceversa una situazione opposta è sinonimo di decremento.
Alcune “esplosioni” demografiche (ed i conseguenti successivi decrementi) sono periodiche e pertanto sono state messe in relazione con fattori ambientali ed extra-ambientali altrettanto precisi e periodici: cicli meteorologici, astronomici (ad esempio il numero delle macchie solari) e biologici (fattori patologici, parassitismo, rapporti preda-predatore, concorrenza intra- ed inter-specifica). In ogni caso non è mai stata trovata qualche correlazione o qualche dipendenza precisa.

## Dispersione e spostamenti degli individui di una popolazione
Gli organismi viventi tendono a colonizzare tutto lo spazio disponibile al fine di sfruttare meglio tutte le risorse (soprattutto quelle cosiddette “edafiche”, cioè nutritizie) disponibili nell'ambiente.
Ciò significa che, in caso di un aumento demografico correlato con le fluttuazioni cicliche delle popolazioni, si possono osservare spostamenti più o meno estesi di individui che si disperdono alla ricerca di nuove aree da colonizzare. A volte questi spostamenti hanno un'entità così notevole da apparire come vere e proprie invasioni. È il caso delle invasioni di locuste.
Per altre specie, invece, gli spostamenti sono dovuti a modifiche che la loro normale area di diffusione sta subendo.

## Migrazioni
Alcuni spostamenti non sono casuali, ma avvengono in modo regolare, periodico (stagionale), lungo rotte ben precise (ed in genere ripetute), coprono distanze anche molto grandi, ma, in seguito, c'è sempre un ritorno alle zone di partenza. Questi spostamenti sono meglio noti come migrazioni' e sono indotti da:
- cause legate alla riproduzione
- difficoltà di carattere ambientale, che si presentano periodicamente (ad esempio il sopraggiungere della stagione fredda nelle zone temperate).

## Relazioni sociali all'interno di una popolazione
Molti animali conducono per la maggior parte della loro vita un'esistenza solitaria aggredendo e scacciando tutti i loro simili che penetrano, volontariamente o involontariamente, nel loro territorio. Tuttavia questi individui debbono in qualche modo avvicinarsi l'un l'altro per potersi riprodurre: nascono così alcuni comportamenti particolari atti a mitigare l'aggressività reciproca, che vengono definiti con il termine di corteggiamento.
La necessità di riprodursi e quindi di incontrarsi fa nascere, in certi casi, forme di aggregazione per brevi periodi di tempo (gregarietà temporanea), in modo da poter allevare e proteggere meglio la prole: solitamente questi gruppi sono composti da individui che condividono una qualche parentela (gruppi familiari), poiché ogni individuo, in questo modo, contribuisce a perpetrare una parte del proprio patrimonio genetico (anche se esistono pure gruppi analoghi costituiti da individui senza legami di parentela fra loro).
I vantaggi derivanti dalla vita in società (miglior difesa dai predatori, facilitazioni nella ricerca del cibo, maggior successo riproduttivo…) spingono sovente questi gruppi a consolidarsi ed a mantenersi definitivamente, regolati al loro interno da una precisa gerarchia tra i diversi componenti dell'associazione.

Animali gregari che vivono in branchi a carattere familiare sono molti mammiferi, ad esempio i lupi, i leoni, gli elefanti, moltissimi ungulati, i primati, diversi roditori o svariate specie di cetacei.
Anche tra gli uccelli esistono numerose specie gregarie (molti Passeriformi come le cince, gli storni o diversi appartenenti alla famiglia dei Corvidi, i pinguini, molti galliformi…).

Numerose specie di pesci vivono in banchi più o meno grandi (ad esempio i tonni).
Altre società molto organizzate sono quelle di diverse specie di Imenotteri (api, bombi, formiche…) o di Isotteri (termiti).

## Il territorio
Gli individui solitari o i gruppi solitamente delimitano (attraverso segnali visivi, olfattivi o sonori) un'area “familiare” in cui svolgono tutte le loro attività (ricerca del cibo, riposo, riproduzione, allevamento della prole ecc.): quest'area prende il nome di territorio. Abitualmente gli individui o il gruppo difendono i confini del territorio dalle intrusioni di estranei (normalmente loro consimili, ma talvolta la loro aggressività si esplica anche verso altre specie). In certi casi (e comunque in relazione con certe condizioni edafiche) i limiti del territorio non sono nettamente delineati e si osserva una parziale sovrapposizione di diversi territori.

Esistono quindi vari tipi di territorio:
1. primo tipo: area dalla superficie variabile (a seconda delle dimensioni e delle necessità edafiche della specie che lo occupa) in cui avvengono la riproduzione, la costruzione del nido o della tana e l'allevamento della prole ed in cui i proprietari della zona trovano il cibo (è un tipo di territorio diffuso tra alcuni Passeriformi, i Piciformi o i Carnivori che conducono un'esistenza solitaria).
2. secondo tipo: area in cui avvengono tutte le attività riproduttive (dall'accoppiamento all'allevamento della prole), ma non la ricerca del cibo, che avviene in aree frequentate da più individui o gruppi. C'è quindi un territorio riproduttivo ed una zona neutra di alimentazione (per esempio nel caso di Fasianidi come le pernici rosse o le coturnici).
3. terzo tipo: il territorio è costituito soltanto da un'area in cui avvengono i rituali di corteggiamento (parate nuziali), ma non ha importanza dal punto di vista riproduttivo o alimentare (è il caso, ad esempio dei Tetraonini).
4. quarto tipo: simile al territorio di secondo tipo, ma l'area in cui avvengono le attività riproduttive è limitata al solo nido (o alla sola tana). È il caso delle colonie in cui si riproducono gli uccelli marini.
5. quinto tipo: territorio suddiviso in due aree distinte, l'una adibita alla riproduzione e l'altra alla ricerca del cibo (vari Carnivori).
6. sesto tipo: territorio mantenuto non soltanto nel periodo riproduttivo, ma anche nel resto dell'anno (martin pescatore).
7. settimo tipo: dormitori o luoghi di riposo difesi da qualunque intrusione anche da parte di specie diverse (ad esempio le garzaie degli aironi).

## Interazioni tra specie diverse all'interno di una stessa comunità.
Gli organismi viventi che coabitano in uno stesso ambiente possono intessere tra di loro vari tipi di relazione. Le possibili interazioni tra organismi all'interno di uno stesso habitat vengono classificate in sei gruppi principali:
1. neutralismo;
2. competizione;
3. simbiosi mutualistica;
4. commensalismo;
5. parassitismo;
6. predazione.

### Neutralismo
Entro una stessa comunità la maggior parte delle specie presenti non riceve né vantaggi né interferenze negative da parte delle altre. Questa è forse la condizione più diffusa all'interno di un ecosistema.
Il neutralismo è una relazione biologica interspecifica nella quale nessuno degli individui riceve beneficio né pregiudizio (0,0). Nel caso in cui una specie riceva beneficio ci si trova davanti a un caso di commensalismo (+,0) come per es. nel noto rapporto particolare fra due tipi di pesci (remora e squalo), dove la remora ottiene il cibo dai resti che sfuggono dalla bocca dello squalo, quando attacca una preda; lo squalo, da parte sua non ne trae beneficio e nemmemo ne viene pregiudicato da questa interazione. Dunque il commensalismo è un tipo di relazione differente rispetto al neutralismo.

### Competizione
La competizione si può definire come un'interazione biologica tra organismi o specie per la quale l'attitudine (o adeguamento biologico) di uno è ridotta a causa della presenza dell'altro. Esiste una limitazione della quantità di perlomeno una risorsa usata da entrambi gli organismi o specie; tale risorsa può essere cibo, acqua, territorio, possibilità di accoppiamento.
La competizione tanto dentro una specie quanto fra specie differenti e un argomento importante dell'ecologia, specialmente dell'ecologia di comunità. La competizione è uno dei vari fattori biotici e abiotici che colpiscono la struttura delle comunità ecologiche. La competizione fra membri della stessa specie si chiama competizione intraspecifica e quella che ha luogo tra membri di differenti specie è la competizione interspecifica. La competizione non sempre è un fenomeno semplice e diretto, ma può succedere anche in modo indiretto. Secondo il principio di esclusione competitiva le specie meno atte a competere devono adattarsi o, altrimenti, sono costrette ad estinguersi. Secondo la teoria dell'evoluzione la competizione dentro una specie e tra specie gioca un ruolo fondamentale nella selezione naturale.
La competizione fra maschi di cervo rosso durante il periodo dell'accoppiamento è un esempio di competizione intraspecifica (competizione per interferenza).

#### Tipi di competizione
I termini seguenti descrivono i meccanismi biologici attraverso i quali ha luogo la competizione. Questi meccanismi possono essere tanto diretti quanto indiretti e si applicano alla competizione sia intraspecifica che interspecifica.

#### Competizione per interferenza
Succede direttamente tra individui durante l'atto di aggressione, ecc. quando un individuo interferisce con gli altri per il cibo, la sopravvivenza, la riproduzione o per stabilirsi in una porzione dell'habitat.

#### Competizione per sfruttamento
Succede indirettamente a causa di risorsa limitata comune che agisce come un intermediario. Per esempio, l'uso di una risorsa per alcuni causa la scarsità per altri o, anche la competizione per lo spazio.

#### Competizione apparente
Succede indirettamente quando due specie, per esempio, sono prede di un predatore comune. In tal caso c'è competizione per lo spazio libero dei predatori.

#### Competizione intraspecifica
La competizione intraspecifica succede quando i membri della stessa specie sono necessitati a fare uso della stessa risorsa di un ecosistema, come per esempio un territorio o dei luoghi dove costruire dei nidi.
Altro esempio è quello degli alberi che crescono vicino agli altri e che competono per la luce, l'acqua e i nutrienti. Il risultato è che si avranno meno risorse disponibili per gli alberi circostanti, i quali cresceranno in misura inferiore in tali condizioni. Un adattamento a tale situazione è quello di sviluppare maggiore altezza e radici più profonde ed estese. Questo è esempio tanto di competizione intra- quanto inter-specifica.

#### Competizione interspecifica
La competizione interspecifica succede tra individui di differenti specie che condividono una risorsa comune nella stessa area. Se la risorsa non è sufficiente per mantenere entrambe le popolazioni, il risultato è una riduzione nella fertilità, la crescita e la sopravvivenza di una o più specie. La competizione interspecifica può alterare le popolazioni, le comunità e l'evoluzione delle specie incluse. Per esempio, i leoni e le chitas o ghepardi e le loro prede in Africa. Tutti si alimentano delle stesse prede e a volte vengono a trovarsi in conflitto.

#### Strategie evolutive
Per approfondire, vedi la voce Strategia r-K.
In termini evolutivi la competizione si relaziona al concetto di selezione r/K che si riferisce alla selezione naturale di tratti che facilitano l'esito in certi ambienti. La teoria è derivata dagli studi fatti sulla biogeografia delle isole realizzati dagli ecologi Robert MacArthur e E. O. Wilson.

### Simbiosi mutualistica
Relazione tra due specie diverse dalla quale entrambi ricavano un reciproco vantaggio (ad esempio i licheni). Alcuni tipi di simbiosi presentano certe analogie con il parassitismo per cui si ritiene che siano derivate da questo tipo di interazione (si pensa sia il caso dei rapporti tra ife fungine di molti basidiomiceti e gli alberi di boschi e foreste).

### Commensalismo
Associazione tra due specie diverse dalla quale solo una ricava effettivi vantaggi, mentre per l'altra è del tutto indifferente (per esempio è il caso di alcuni “ospiti” di tane, nidi o nicchi di altre specie, oppure della presenza di mallofagi o minuscoli acari non parassiti sul corpo di altri animali)

### Parassitismo
Consiste nello sfruttamento di una specie da parte di un'altra, che può sottrarle cibo, nutrirsi dei tessuti o dei liquidi organici della prima specie oppure (come avviene tra alcuni insetti) renderla “schiava” per sfruttarne la “mano d'opera”.
Solitamente la specie parassita raggiunge un certo equilibrio con la specie parassitata, che quindi giunge alla morte in tempi più o meno lunghi o addirittura sopravvive e, in certi casi, non risente apparentemente dello sfruttamento da parte del parassita (ad esempio gli ungulati selvatici presentano numerosi vermi intestinali, ma, purché questi non siano eccessivi, non mostrano un cattivo stato di salute).
Alcuni autori ritengono che quest'ultima forma di parassitismo evolva facilmente in un rapporto di simbiosi.

### Predazione
Interazione di tipo obbligatorio tra componenti della stessa comunità, in cui uno o più membri si alimentano a spese di altri portandoli subito alla morte.
Tra le varie forme di relazioni esistenti in una comunità esistono ovviamente tante possibili varianti, sovrapposizioni e passaggi intermedi. Così, alle volte, il commensalismo può diventare parassitismo e quest'ultimo simbiosi, oppure la competizione può trasformarsi in predazione o in parassitismo o, ancora, il neutralismo può evolvere in forme di concorrenza.